# Roosevelt Fjelde
Die Roosevelt Fjelde sind ein grönländisches Berggebiet im Nordost-Grönland-Nationalpark.

## Lage

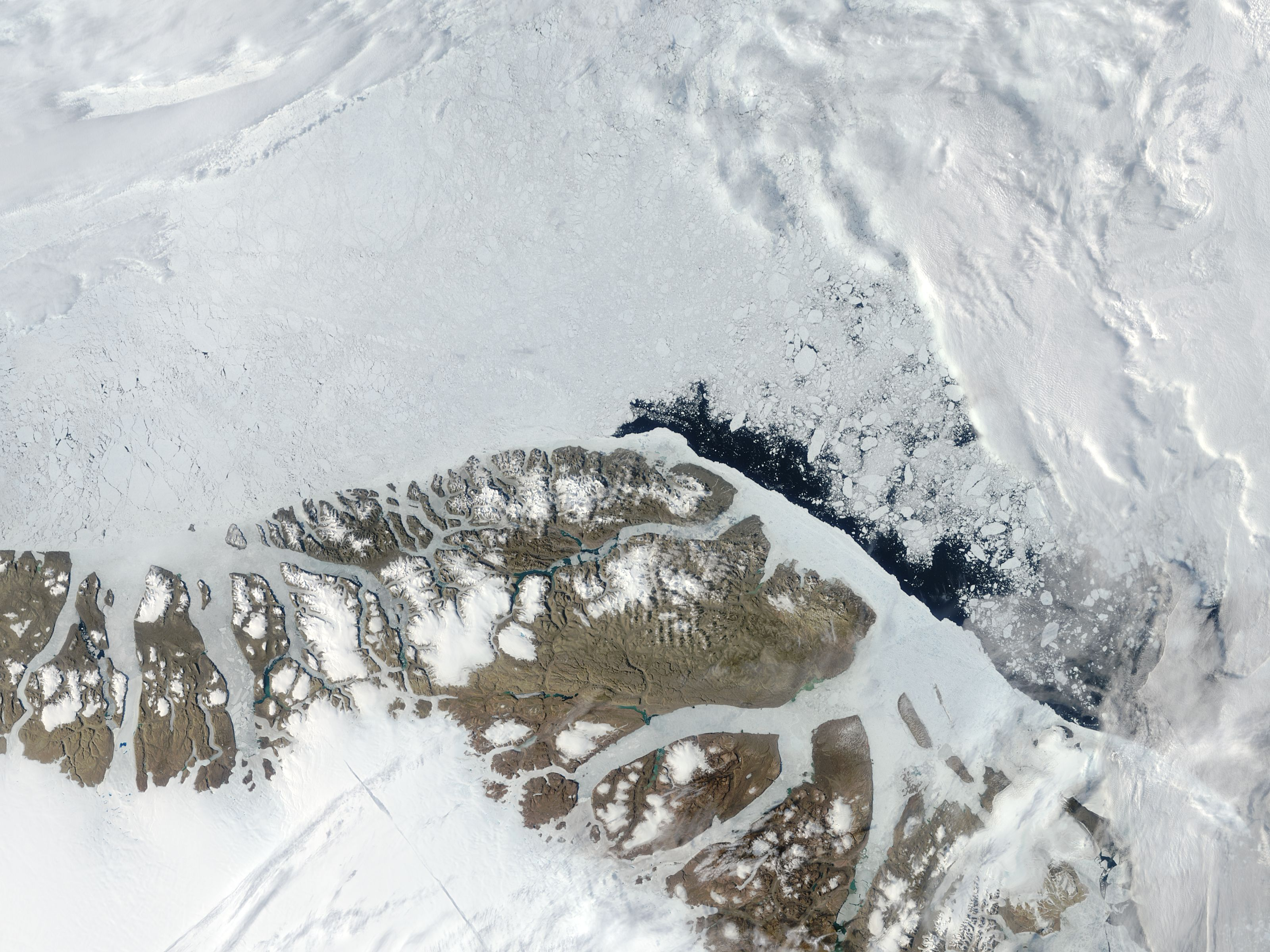
MODIS-Satellitenbild

Das Berggebiet liegt im Westen von Johannes V. Jensen Land, dem nördlichsten Teil Peary Lands. Südlich der Roosevelt Fjelde liegt Amundsen Land.

## Geschichte
Das Berggebiet wurde von während Robert Edwin Pearys Expedition von 1898 bis 1902 zu Ehren des damaligen US-Präsidenten Theodore Roosevelt benannt.